# Ivo Pacini
Ivo Pacini (Grosseto, 25 novembre 1883 – Grosseto, 1959) è stato uno scultore italiano.

## Biografia
Ivo Pacini nacque a Grosseto nel 1883 da una famiglia di artisti: il padre, Ulisse Pacini, era musicista e direttore della banda cittadina, mentre la madre era attrice filodrammatica. Pacini si formò artisticamente presso la bottega di Vincenzo Pasquali e i suoi fratelli, scultori noti della città e iniziò a realizzare le sue prime opere tra gli anni dieci e venti del XX secolo.
La prima opera documentata è il monumento marmoreo alla memoria dell'anarchico catalano Francesco Ferrer, posto a Roccatederighi il 14 settembre 1914; di questo periodo sono inoltre le numerose committenze cimiteriali per il cimitero della Misericordia di Grosseto, come targhe, medaglioni e steli funerarie. Di altre opere giovanili documentate, quali i busti di Mazzini, Bovio, Carducci e Socci, e la targa per l'ingegner Tosini della Croce d'Oro, non è rimasta traccia. Lo scultore viene così descritto in una cronaca locale del 1920: «artista modesto, vive silenziosamente, non espone i suoi lavori, non fa parlare di sé e non vuole che se ne parli. Qualcuno sa che è un marmista perché l'ha visto squadrare il davanzale di una finestra, o incidere una pietra per cimiteri, altri lo ritengono uno scalpellino perché lo vedono dar di subbia sopra un blocco di granito».
Negli anni venti aprì un proprio laboratorio in via Garibaldi e presto questo luogo divenne il principale punto di incontro per la scena artistica grossetana, che stava nascendo proprio in quegli anni. Anche grazie alle continue frequentazioni di intellettuali come Guelfo Civinini e Vincenzo Cardarelli, e di pittori affermati come Paride Pascucci e Memo Vagaggini, la bottega di Ivo Pacini rappresentò un luogo di fermento culturale che per la prima volta si avvertiva nella città di Grosseto. Presso Pacini si formarono scultori e pittori come Tolomeo Faccendi e Carlo Gentili, e fu frequentata assiduamente anche da artisti di altre città come il senese Renzo Capezzuoli e il modenese Pietro Pagliani. Nacque così il Movimento artistico grossetano e la prima Mostra sindacale maremmana d'arte fu inaugurata il 24 maggio 1933.
Il suo laboratorio continuò ad essere punto di incontro di intellettuali anche nel decennio successivo, come per esempio i giovani Geno Pampaloni e Antonio Meocci. Ricordava il pittore Carlo Gentili che «la bottega di Ivo Pacini fu il nido di tutti noi, presso di lui si incontravano pittori, scultori, letterati [...], musicisti, politici dai socialisti e comunisti ai massoni, anarchici e repubblicani.» L'attività di scultore rimase incessante per Pacini fino alla morte, avvenuta nel 1959. Tra i suoi ultimi lavori, un busto di Giuseppe Mazzini posizionato nel 1950 sul bastione Molino a Vento delle mura di Grosseto e un disegno per un monumento ad Andrea da Grosseto mai realizzato.

## Opere (parziale)
- Monumento a Francesco Ferrer (1914) a Roccatederighi
- Stele a Egidio Ginanneschi (1922), nel cimitero della Misericordia, a Grosseto
- Stele a Guerrino Bordigoni (1922), nel cimitero della Misericordia, a Grosseto
- Monumento ai caduti (1922) a Campagnatico
- Monumento ai caduti (1922) a Orbetello
- Monumento ai caduti (1923) a Gavorrano
- Monumento ai caduti (1923) a Montorgiali
- Monumento ai caduti (1925) a Roselle
- Monumento ai caduti (1931) a Istia d'Ombrone
- Targa agli studenti caduti dell'ex regio ginnasio di Grosseto, distrutta e dispersa
- Targa ai caduti di Sasso d'Ombrone
- Pietà, bassorilievo della cappella Ulmi (1933), nel cimitero della Misericordia, a Grosseto
- Ecce Homo, cappella Del Fa (1939), nel cimitero della Misericordia, a Grosseto
- Monumento a Giuseppe Mazzini (1950), sul bastione Molino a Vento, a Grosseto